# Nikon D200
D100 D300
Le Nikon D200 est un appareil photographique reflex numérique semi-professionnel fabriqué par Nikon. Le D200 remplaçait le D100 et a été lui-même remplacé par le D300.

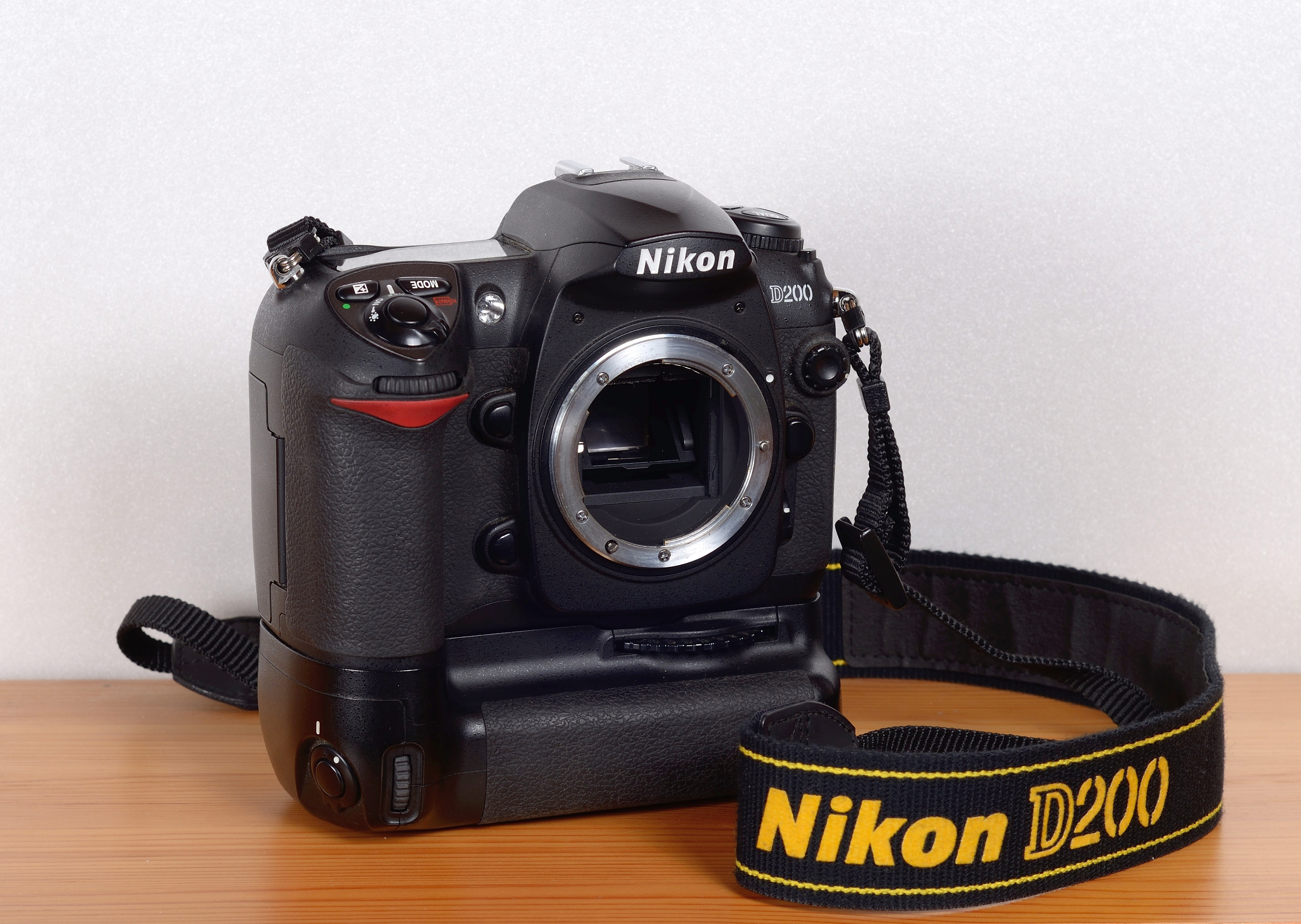
Nikon D200 avec poignée-alimentation MB-D200

## Technique
Ce boîtier embarque un système autofocus à corrélation de phase Multi-CAM 1000 à onze éléments. Il intègre un capteur CCD Sony au format DX, mesurant 23,6 mm par 15,8 mm, comportant 10,2 millions de pixels effectifs. Il est équipé d'un moniteur ACL TFT polysilicium basse température de 2,5 pouces de diagonale avec 230 000 pixels. Cet appareil photo utilise une mesure TTL de l'exposition. Il peut simultanément enregistrer des images NEF et JPEG + Exif 2.2 de taille 3 872 × 2 592 pixels sur une carte mémoire CompactFlash. Le D200 est alimenté par une batterie rechargeable lithium-ion et peut être équipé d'une poignée porte-batteries MB-D200 lui assurant une autonomie de 1000 photos.
Le D200 est compatible avec les imprimantes PictBridge et peut prendre jusqu'à cinq clichés par seconde en mode de prise de vues continu (rafale). Contrairement à ses petits frères D50 et D80, le D200 possède un boîtier en métal et des joints d'étanchéité à l'eau et à la poussière. Le D200 utilise une monture F pour le couplage des objectifs au boîtier.
Grand avantage par rapport aux autres boîtiers récents Nikon, cet appareil est compatible avec les objectifs « traditionnels », pour lesquels il offre une mesure matricielle de la lumière, tout comme son grand frère D2.
Ses dimensions sont de 147 mm en largeur, 133 mm en hauteur, et 74 mm en profondeur. Il pèse 910 g avec la batterie (qui pèse 80 g).
L'appareil dispose d'un flash intégré d'un nombre guide 12 à 100 ISO et d'un angle d'ouverture de 18 mm avec divers modes de contrôle (synchronisation premier rideau, atténuation yeux rouges, synchro lente, bracketing, correction de l'e xposition au flash ...) ainsi que le mode constructeur i-TTL pour les appareils numériques.

### Utilisation des objectifs AI et AI-S
Avec cet appareil photo, il est possible d'utiliser presque sans restriction des objectifs sans unité centrale (AI, AI-S). Si les données de l'objectif (distance focale, ouverture maximale) sont saisies manuellement, la mesure d'exposition matricielle fonctionne avec une plus grande précision. La distance focale ainsi que l'ouverture réglée sont alors correctement enregistrées dans les données Exif. Les modes « Programme » et « ouverture automatique » ne sont toutefois pas possibles avec de tels objectifs.

## Marché
Le D200 a été dévoilé le 1er novembre 2005 et mis en vente en décembre 2005.
Unanimement reconnu par la presse comme un bon boîtier, il a été particulièrement prisé des photographes experts en raison de la qualité de son viseur et de sa grande réactivité. De nombreux photographes pro l'ont ou l'utilisent encore à la fin des années 2000.

## Histoire
Le D200 a été annoncé en novembre 2005 avec un prix de vente initial estimé à 1699,95 dollars américains. Au moment de sa sortie, le fabricant commercialisait les modèles D50 et D70s, deux appareils destinés aux débutants. Il proposait également les modèles D2Hs et D2X, deux modèles destinés aux photographes professionnels. Le modèle D100, conçu pour les photographes professionnels et amateurs, ne répondait plus techniquement aux exigences du marché de l'époque et le modèle D200 devait combler cette lacune.
Peu après la sortie de l'appareil, le fabricant a dû admettre des problèmes de qualité d'image. Dans des situations d'image extrêmement contrastées, par exemple en photographiant directement un tube fluorescent tout en étant surexposé, certains modèles présentaient un motif de rayures frappant dans les images. Les appareils photo concernés sont réparés dans le cadre de la garantie.
L'appareil a remporté le prix TIPA 2006 du meilleur reflex numérique dans la catégorie Expert. 
Le D200 est souvent utilisé comme boîtier d'appoint pour compléter la gamme d'appareils photo professionnels haut de gamme en raison de la similitude de ses caractéristiques et de son agencement des commandes. Lors de son lancement, il était destiné à combler le vide laissé dans la gamme Nikon par l'abandon du Nikon D100. Il est à bien des égards la version professionnelle du boîtier D80.
Le D200 a été utilisé dans la série télévisée américaine à succès NCIS (série télévisée), par les agents du NCIS pour documenter les scènes de crime.

## Accessoires
Les objectifs à baïonnette en monture F sont proposés par le fabricant ainsi que par des entreprises tierces. Il existe divers accessoires pour l'appareil photo, notamment avec la fonctionnalité GPS (GP-1 (en)), la fonctionnalité LAN sans fil, des oculaires-loupe DK-21M ou DG-2, des viseurs d'angle DR-6, une poignée pour le format vertical, des déclencheurs à distance, une alimentation électrique externe et différents flashs (SB-600, SB-800...), divers dispositifs de télécommande à distance filaire MC-30/MC-36... ou optique par infrarouge ML-3.
L'appareil photo dispose d'un connecteur d'accessoires propre au fabricant. Le câble MC-35 permet par exemple de connecter un récepteur GPS afin de permettre la géolocalisation des prises de vue. 

### MB-D200

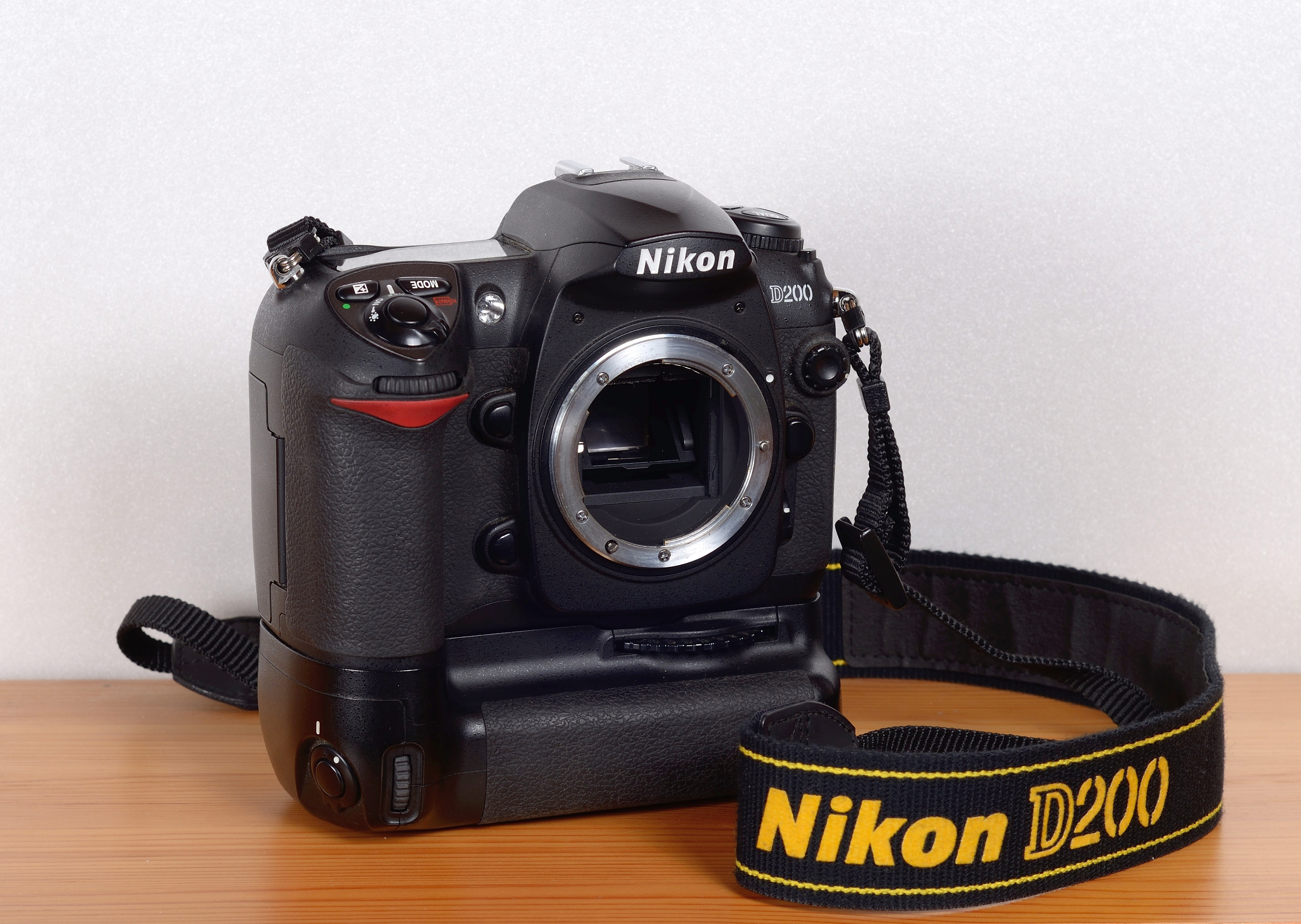
Nikon D200 avec poignée de batterie MB-D200 attachée.

Cet accessoire est une poignée d'alimentation verticale externe amovible, qui dispose d'un bouton d'obturateur supplémentaire pour une meilleure manipulation lors de la prise de vue verticale et peut accueillir deux batteries, doublant ainsi la capacité de la batterie. Il est également fourni avec le support de batterie MS-D200 qui permet à l'appareil photo d'être alimenté par 6 piles AA (LR6 alcaline/HR6 Ni-MH/FR6 Lithium/ZR6 Ni-Mn). Il dispose également de deux molettes de commande pour ajuster les différents paramètres, par exemple l'ouverture et la vitesse d'obturation, et d'un bouton d'activation de l'autofocus.
Contrairement au modèle précédent, le MB-D100 pour le Nikon D100, le MB-D200 ne dispose pas d'une fonction d'enregistrement vocal.

### WT-3a
Le transmetteur d'images sans fil, WT-3a, est capable de transmettre des images via un réseau local sans fil IEEE 802.11g à un serveur FTP. Bien que physiquement similaire au MB-D200, le transmetteur ne peut contenir qu'une seule batterie, contre deux pour la poignée verticale. Une antenne optionnelle, WA-E1, peut être fixée pour étendre la portée sans fil de l'appareil photo de 78 m à 256 m maximum. Elle dispose également d'une prise Ethernet pour une connexion directe à un ordinateur.

### EH-6
Adaptateur d'alimentation pour le D200 qui fournit de l'énergie au lieu d'utiliser la batterie. L'adaptateur d'alimentation ne charge pas la batterie de l'appareil photo mais alimente uniquement le boitier.
Puissance d'entrée : 100-240 V, 50 ou 60 Hz / 1,7 A
Puissance de sortie : 13,5 V / 5,0 A 

### EN-EL3e

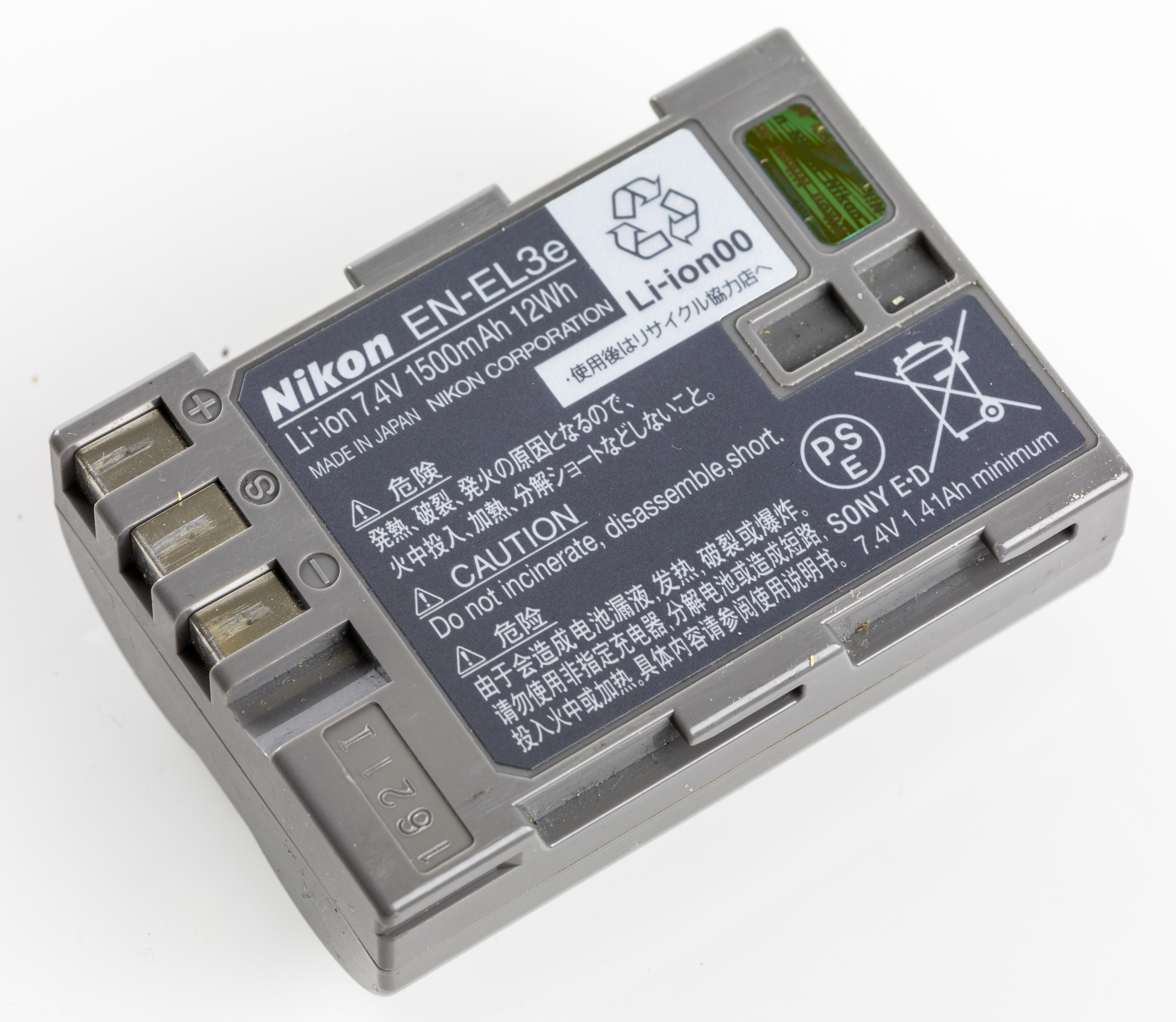
Accumulateur rechargeable lithium-ion Nikon EN-EL3e.

Batterie lithium-ion rechargeable. 7.4 V, capacité nominale de 1500 mAh. Chargeurs approuvés:
- MH-18a
- MH-18
- MH-19

Notez que l'EN-EL3e est différent de l'accumulateur Nikon EN-EL3 utilisé dans le Nikon D100.

### MH-18(a/e)

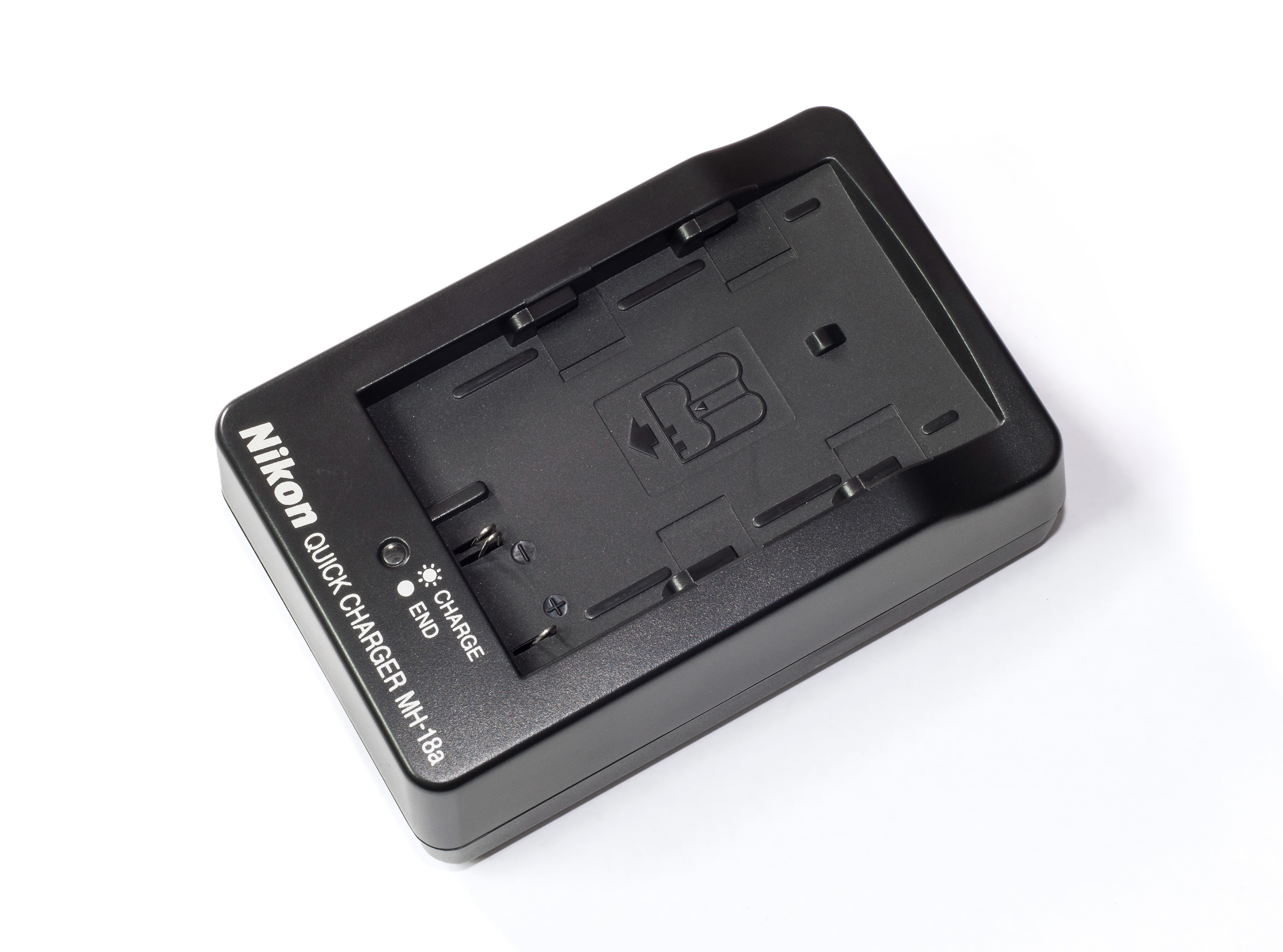
Chargeur de batterie Nikon MH-18a.

Chargeur rapide pour batteries EN-EL3 et EN-EL3e. Batterie et chargeur fournis avec le kit de l'appareil photo Nikon D200.

Puissance d'entrée : 120-240 V, 50 ou 60 Hz à 0,25 A

Puissance de sortie : 8,4 V à 0,9 A

### MC-22
Le cordon de télécommande se termine par trois fiches bananes.
- Noir = commun
- Bleu = activation autofocus
- Jaune = obturateur

Reliez les fiches noire et bleue pour activer l'autofocus et l'appareil de mesure, puis reliez la fiche jaune aux fiches noire et bleue déjà reliées pour activer l'obturateur et prendre la photo.